# جوديث كريستي ماكليستر
جوديث كريستي ماكليستر (بالإنجليزية: Judith Christie McAllister)‏ هي ملحنة وكاتبة غنائية أمريكية، ولدت في 29 سبتمبر 1963 في هارلم في الولايات المتحدة.